# Saint-Brieuc-de-Mauron
Saint-Brieuc-de-Mauron è un comune francese di 358 abitanti situato nel dipartimento del Morbihan nella regione della Bretagna.

## Società

### Evoluzione demografica
Abitanti censiti